# Passapoga
El club Passapoga es un cabaré chileno ubicado en la comuna de Providencia, y uno de los locales comerciales de las Torres de Tajamar. Inaugurado en 2002, las celebridades que lo frecuentan y las polémicas que ha albergado lo han convertido en un local emblemático y un ícono en el imaginario cultural nocturno de Santiago.
En sus escenarios se han presentado vedettes, modelos y actrices tales como Alejandra Pradón, Pamela Díaz, Denise Rosenthal, Javiera Acevedo y Javiera Díaz.

## Historia
Passapoga abrió sus puertas el 30 de mayo de 2002 emplazado en la dirección Avenida Providencia 1100, siendo uno de los 45 locales comerciales de la planta baja del complejo arquitectónico Torres de Tajamar, construido en 1967. Anteriormente en ese local funcionaron otros clubs nocturnos con clientela de alto nivel económico. En los años 1980, durante la dictadura militar estuvo allí el club Cabaret 1100, frecuentado por exagentes de la DINA, y posteriormente el club «Crazy Horse» con clientes como Diego Maradona.
Su nombre hace referencia al histórico club madrileño Pasapoga, inaugurado en 1942. Passapoga busca "el mismo espíritu de la sala europea", en términos del lujo y elegancia de sus instalaciones, así como el nivel de sus espectáculos.
Su dueño fue el empresario nocturno José Aravena Rojas (apodado "El Padrino"), hasta su muerte en 2008. Posteriormente pasó a manos de Fernando Bórquez, militante del PPD y presidente de la Asociación Nacional de Empresarios Nocturnos, de Turismo y Espectáculos (Anetur). En este rol tuvo un conflicto el año 2014 con la Municipalidad de Providencia debido a una ordenanza municipal impulsada por la alcaldesa Josefa Errázuriz para limitar los horarios de venta de alcohol y funcionamiento de locales nocturnos, la que finalmente no prosperó.
Ha sido escenario en producciones audiovisuales como la película Mirageman, la serie El presidente y el programa de televisión Animal nocturno. El show «Las Chicas Bond» de las bailarinas del Passapoga se presentó en el segmento nocturno de la Teletón 2004. Volvió a tener notoriedad el año 2016, cuando en la investigación de las estafas perpetradas por el economista Rafael Garay se descubrió que era cliente frecuente y gastaba altas cifras de dinero en el local.